# Véronique (passe)
Pour les articles homonymes, voir Véronique.

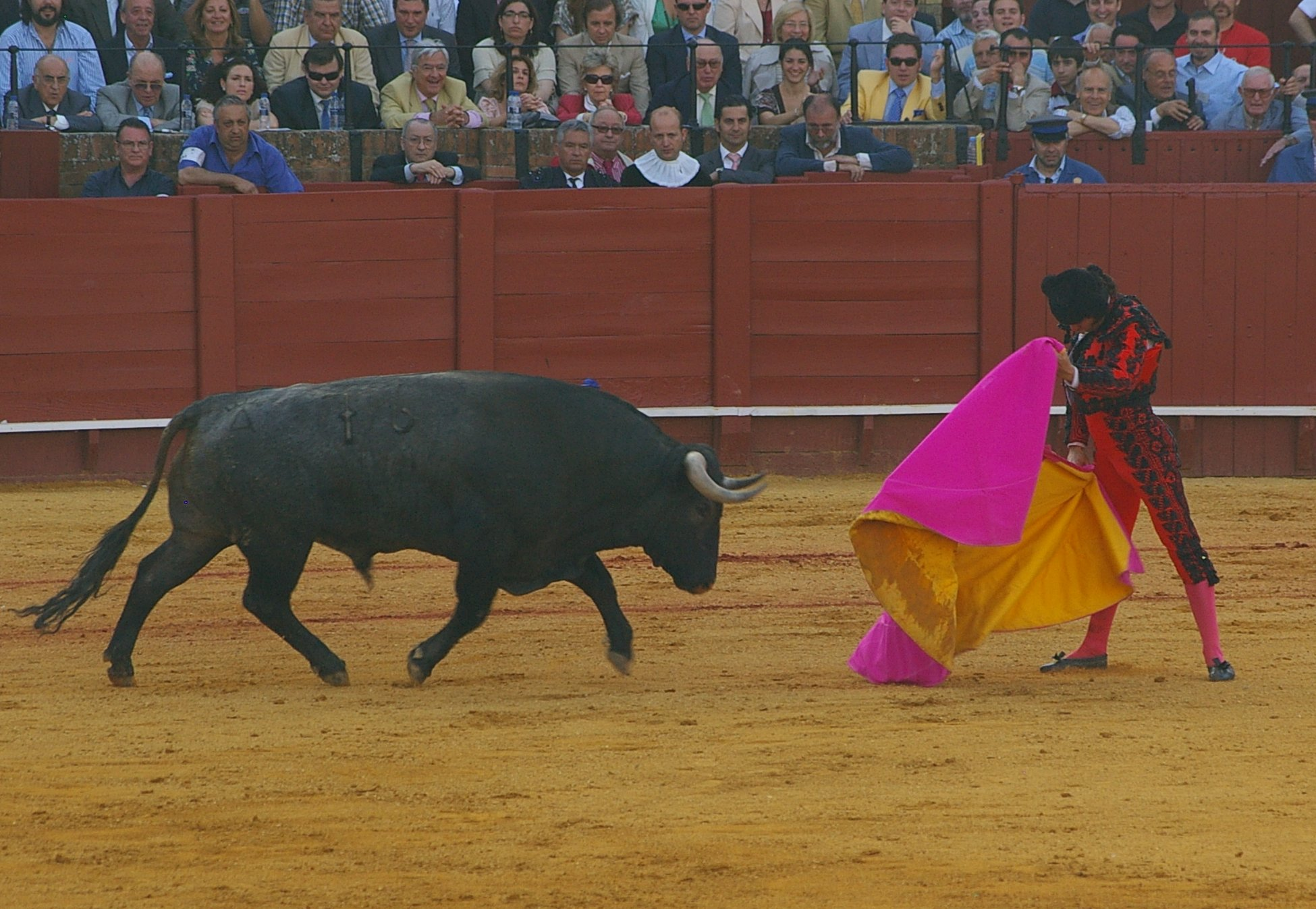
Morante de la Puebla exécutant une véronique aux arènes de la Real Maestranza de Caballería de Séville face à un taureau de Victorino Martín

Dans le monde de la tauromachie, la véronique (de l'espagnol : verónica) est une passe de cape.

## Présentation
L'invention de la véronique est généralement attribuée à Costillares, vers 1780. Son nom est lié à sainte Véronique et au linge qu'elle tendit au Christ pour essuyer le sang de son visage. C'est la passe fondamentale du travail de cape. Elle est au capote ce que la naturelle est à la muleta. On l'appelait à l'origine « lance de frente » (lance de face) parce qu'il était obligatoire de « citer » le taureau de face. Désormais, les règles de cette passe sont dérivées de l'art de Belmonte, la position de face est moins importante que la position des pieds du torero qui doivent être écartés en compas. La véronique ne cesse d'être enrichie, elle se décline en de très nombreuses variantes. Joselito ou Morante de la Puebla, sont parmi les virtuoses contemporains de cette passe.

### Description
La véronique de face, pratiquée jusqu'à Belmonte, exigeait des taureaux à charge franche, c'est-à-dire nette et droite. Au XIXe siècle, le torero tenait sa cape à deux mains devant lui, tapant du pied pour attirer l'attention du taureau. Lorsque le taureau s'engouffrait dans la cape, le torero écartait l'animal de son corps en lui ouvrant un passage au moyen de l'étoffe qu'il retirait en l'élevant de ses deux bras tendus, « essuyant » ainsi le mufle du taureau, et pivotant sur la pointe des pieds. Les puristes apprécient encore cette forme de passe, qu'ils considèrent comme la plus artistique.

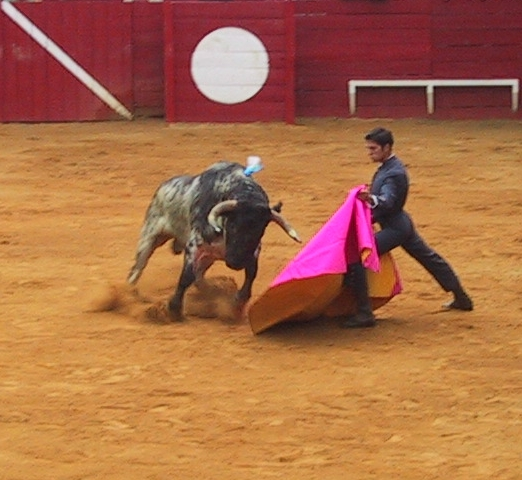
Rafael Cañada en 2002 effectuant une véronique avec une jambe pliée

De nos jours, les points qui permettent de repérer la qualité des véroniques sont : l'enchaînement, l'impassibilité du torero qui ne doit pas rompre – c'est-à-dire casser l'enchaînement des passes. Les règles ont changé dans la mesure où le cite de trois quarts « adelantando la pierna » permet d'exécuter les plus belles manœuvres. De nombreux toreros ont contribué à améliorer cette passe : Gitanillo de Triana, Cagancho, Victoriano de La Serna, Chicuelo, Manolo Escudero, Manolo González, Curro Romero, Antonio Ordóñez, Manzanares, José Tomás.
Dans le déroulement de la lidia, la véronique apparaît deux fois : en tout début de course, à la sortie du taureau, lors des passes de « tenteo » qui permettent d'évaluer les qualités du taureau et lors des quites. Cette passe a donné naissance à une quantité d'autres passes : la Demi-véronique, la serpentina, la revolera, la mariposa, le farol, la chicuelina, la gaonera.